# マレーネ (小惑星)
マレーネ (1010 Marlene) は小惑星帯にある小惑星。カール・ラインムートがハイデルベルクのケーニッヒシュトゥール天文台で発見した。
ドイツ人の女優・歌手、マレーネ・ディートリヒに因んで名付けられた。